# Astralabe
Pour les articles homonymes, voir Astrolabe (homonymie).
Astralabe, Astralabius en latin, Astrolabe en français moderne, est un chanoine nantais né à l'automne 1116 au Pallet, alors située en Bretagne, et mort le 5 août 1171 à l'abbaye cistercienne d'Hauterive, en Transjurane impériale (actuellement dans le canton de Fribourg en Suisse). Fils des célèbres amants Héloïse et Abélard, il a peut-être participé à l'assassinat de Geoffroy Plantagenêt le Vieux et terminera sa carrière comme abbé cistercien.

## Biographie

### Haute naissance scandaleuse
Astralabe naît hors mariage à l'automne 1116 chez sa tante paternelle Denyse, à laquelle Abélard a confié la garde de sa maîtresse enceinte. Son grand père paternel est le seigneur du Pallet, Bérenger, homme de cour attaché au comte Mathias. Quatre ans plus tôt, c'est en compagnie du duc et roi Fergent que ce grand père a pris l'habit de moine à l'abbaye de Redon, tandis que, parallèlement, sa grand-mère paternelle, Lucie, se retirait en compagnie de la duchesse et reine Ermengarde à Fontevraud.
Quand Astralabe naît, dans les circonstances rocambolesques qui ont donné matière au mythe d'Héloïse et Abelard, son père est déjà parvenu à une gloire qui dépasse les frontières et en fait la vedette des intellectuels de son temps. Sa mère est déjà célèbre pour être l'unique femme ayant osé suivre l'enseignement des arts libéraux.
Quand ses parents retournent à Paris régulariser leur situation par le mariage, l'enfant est confié, non sans déchirements, à Denyse.

### Un prénom ésotérique

Astrolabe de Saragosse
dit dAhmed le Ciseleurexposé au Musée national germanique,
contemporain de ceux qu'Abélard étudiait.

Le prénom d'Astralabe, forme ancienne d'astrolabe, est choisi par sa mère en l'absence de son père, reparti à Paris négocier un arrangement familial avec l'oncle et tuteur de celle-ci. C'est un prénom non chrétien tout à fait unique. Il dénote une prédilection pour l'Antiquité grecque et les sciences de l'époque, dont Abélard s'efforce d'introduire l'étude à travers la Logica nova au sein des écoles cathédrales. Celui-ci a eu l'occasion de rencontrer à Laon Adélard de Bath, le spécialiste des astrolabes du moment, lors d'un voyage effectué l'année précédant sa rencontre avec Héloïse. L'astrolabe, qui n'est à l'époque pas encore utilisé pour la navigation, évoque l'astrologie, qui ne se distingue pas encore de l'astronomie.
Le prénom a été choisi également pour la signification de Puer Dei, c'est-à-dire rien moins que Fils de Dieu, que forment les lettres restantes lorsqu'on extrait celles d'Astralabius de l'anagramme du nom latin Petrus Abaelardus II, soit Pierre Abélard le Jeune. Héloïse affirme ainsi l'espoir du salut du monde placé dans la génération à venir et invite à l'imitation de Jésus-Christ. En dédiant son fils à une des hypostases, celle du Fils, elle file une allégorie eschatologique de la Sainte Trinité qui se retrouvera dans l'oraison funèbre dédiée à Abélard et dans sa correspondance. Si l'être aimé, pour elle Abélard, reflète sur terre l'image du Christ, elle prend elle-même dans ce nouveau tableau de la Sainte Famille la place du Paraclet, consolateur du pécheur. C'est la première référence du thème, qui sera développé à la génération suivante par la poésie courtoise, de la dame aimée célébrée comme consolation de l'âme.
Ce prénom est donc en soi un programme philosophique à contre-courant voire gnostique et un hommage aux cultures non évangéliques, de la Grèce antique comme d'Al Andalus. L'enfant sera toutefois baptisé sous le patronage de Pierre, nom en religion de son père.

### Chant pour Astrolabe
Élevé en Bretagne dans une famille aristocratique, Astralabe devenu adolescent poursuit à l'école cathédrale de Nantes le cursus des arts libéraux puis des études supérieures. C'est probablement là qu'il reçoit de son père sexagénaire, redevenu écolâtre à l'abbaye Sainte Geneviève du Mont depuis 1136, des félicitations sous la forme versifiée d'une sorte de nouvelle Ethique à Nicomaque plus pratique de mille quarante strophes, le Chant pour Astrolabe.

« Astrolabe mon fils, douceur de la vie d'un père
Fais plus pour apprendre que pour enseigner.
Si ce que tu apprends t'a échappé, arrête d'apprendre.
Sois attentif non à par qui c'est dit mais à ce qui est dit. »

— Premiers conseils du professeur de logique et exégète Abélard à son fils étudiant.

### Carrière cléricale et monastique
Breton, Astralabe n'obtient pas de canonicat en France, malgré la démarche entreprise en 1144, deux ans après la mort de son père, par sa mère, devenue abbesse du Paraclet, auprès de Pierre le Vénérable, devenu le supérieur de celle-ci. En revanche, il en obtient un du chapitre cathédral de Nantes, qui le dote de la prébende versée à son oncle paternel Porchaire par l'abbaye de Buzay quand ce dernier s'y retire, en 1144.
Quelques années plus tard, soit dans les suites d'un coup d'État lié à la disparition prématurée à Nantes de l'usurpateur Geoffroy Plantagenêt, il est exilé, vraisemblablement par Bernard d'Escoublac, secrétaire de feu Bernard de Clairvaux, à Cherlieu. Cette filiale de Clairvaux se trouve à quelque soixante-dix lieues du Paraclet où sa mère a dressé le tombeau de son père, mais en Empire, de l'autre côté de la frontière. L'implication dans le coup d'état de ce jeune chanoine aristocrate, dont la famille est du parti adverse des Plantagenêt, n'est pas documentée et, dans l'imprécision des dates, reste une hypothèse. Les clercs meurtriers échappaient à la justice seigneuriale et se voyaient en général simplement exilés.
De sa nouvelle maison, Astralabe est missionné à la fin de l'année 1162 par cette abbaye pour devenir le quatrième abbé de la filiale d'Hauterive en Transjurane. C'est là qu'il trépasse le 5 août 1171 à l'âge de cinquante-quatre ans. L'anniversaire de son décès continue d'y être célébré par une prière.

### Sources
1. 1 2 3 4 5  B. M. Cook, One Astralabe or two ? The mystery of Abelard's son, Association culturelle Pierre Abélard, Le Pallet, juin 1999.
2. ↑  S. Piron, "Reconstitution de l'intrigue", in Lettres des deux amants, p. 27, NRF Gallimard, Paris, 2005  (ISBN 2-07-077371-X).
3. ↑  Abélard, éd. J. Monfrin, Historia calamitatum, p. 74, Vrin, Paris, 1978.
4. ↑  B. M. Cook, Abelard and Heloise : some notes towards a family tree., Genealogists' Magazine, vol. 26, no 6, p. 208, Londres, juin 1999.
5. ↑  G. Constable, The letters of Peter The Venerable, no 167, Harvard, Cambridge (Massachusetts), 1967.
P. de Montboissier, Première lettre à Héloïse, in L. Stouff, Héloïse et Abélard lettres, 10/18, Paris 1964.
6. ↑  Ch. de Rémusat, Abélard: sa vie, sa philosophie et sa théologie, vol. I, p. 2, Didier libraire éditeur, 1855.
7. ↑  L. Cochrane, Adelard of Bath : the first English scientist, p. 23, British Museum Press, Londres, 1994.
8. ↑  B. East, Abelard’s Anagram, int Notes and Queries, nouvelles séries 42-3, p. 269, Oxford University Press, Oxford, 1995.
9. ↑  A.A.L. Follen, Alte christliche Lieder und Kirchengesänge : Teutsch und lateinisch: nebst einem Anhange, p. 128-233, Büschler, 1819.
10. ↑  Abélard & Héloïse, ed. E. Bouyé, Correspondance, Folio Gallimard, Paris, septembre 2000  (ISBN 2-07-041528-7).
11. ↑  D. de Rougemont, L'Amour et l'Occident, p. 234, 10/18, Paris, 1972  (ISBN 2-264-00838-5).
12. ↑  D. de Rougemont, L'Amour et l'Occident, p. 120-121 & 408, 10/18, Paris, 1972  (ISBN 2-264-00838-5).
13. ↑  D. de Rougemont, L'Amour et l'Occident, p. 84 & sq., 10/18, Paris, 1972  (ISBN 2-264-00838-5).
14. ↑  Rubingh-Bosscher, op. cité.
15. ↑  Abéblard, Chant pour Astrolabe, I, v. 1, 3, 5 & 7, Paraclet ?, ~1139.
16. ↑  J.B. Hauréau, Notice et extraits des manuscrits de la bibliothèque nationale, t. XXXIV-2,  p. 153, Académie des inscriptions et belles-lettres, Paris, 1895.
17. ↑  G. Constable, The letters of Peter The Venerable, no 168, Harvard, Cambridge (Massachusetts), 1967.
P. de Montboissier, Deuxième lettre à Héloïse, in L. Stouff, Héloïse et Abélard lettres, 10/18, Paris 1964.
18. ↑  Archives de Loire-Inférieure, fonds de l'abbaye de Buzé : Jugement de Bernard, évêque de Nantes sur un litige avec les moines de Buzay relatif à une vigne. 1153/1157, in Bulletin, vol. IV, p. 50-51., Société des bibliophiles bretons et de l'histoire de Bretagne, Nantes, 1881.
19. ↑  Dr Sinner, Tradition monastique orale, Ministère de la Culture, Berne, 1845, cité in R. Pittet, L'abbaye d'Hauterive au Moyen Âge, p. 96, Fragnière Frères ed., 1934.
20. ↑  B. de Vevey, Le nécrologe de l'abbaye cistercienne de Hauterive, f. 80, Berne, 1957.
21. 1 2  Liste des Abbés de Hauterive, depuis la fondation de ce couvent jusqu'à l'année 1302., in Mémorial de Fribourg, recueil périodique, vol II, p. 14-15, Fribourg, 1855.
22. ↑  R. de Castella, Necrologium sive mortirologium in quo continentur Nomina Reverendissimorum D.D. Abbatum, Religiosorum, ac Benefactorum Monasterij B.V.M. de Alataripa Ord. Cist., BCU L812, Archives cantonales, Fribourg, 1774.
23. ↑  Fr. Henri-Marie, Lettre du prieur de Hauterive à M.. & Mme. Rocou, Archives privées, Le Pallet, 1999, cité in B. M. Cook, One Astralabe or two ?, op. cit.